# Jacques J. P. Martin
Pour les articles homonymes, voir Jacques Martin et Martin.
Jacques Jean Paul Martin, né le 23 novembre 1942 à Alger, couramment appelé Jacques J. P. Martin, est un homme politique français, maire de Nogent-sur-Marne (Val-de-Marne).
Ingénieur diplômé, il commence sa carrière à EDF « Études et Recherches » pour travailler sur les réseaux de distribution du sud de Paris, puis cadre chez Kodak-Pathé en 1967. Il succède en 1988 à Roland Nungesser au conseil général du Val-de-Marne. En 1989, il entre au Conseil municipal en tant qu'adjoint au maire puis il est élu maire en 2001. Au cours de ses différents mandats, il renforce les finances de la ville, mais ils sont entachés par diverses polémiques.

## Biographie

### Ingénieur séguiniste
Jacques JP Martin est le fils d'un couple franco-libanais. Sa mère chrétienne maronite est mariée à un résistant gaulliste, officier dans l'Armée de l'air. La famille suit les affectations du père. Il passe la majeure partie de son enfance à l’étranger : en RFA, à Madagascar ainsi qu'au Liban. Il est impressionné par le général Charles de Gaulle lors d'une rencontre en 1955 à Madagascar. Il milite pour le candidat gaulliste à Nogent-sur-Marne Roland Nungesser lors des élections municipales de 1958.
Il obtient son bac au lycée Édouard-Branly de Nogent-sur-Marne en 1962. Après deux années préparatoires Math sup/Math spé, il intègre la faculté des sciences de Paris, l'école des Arts et Métiers rue St-Martin à Paris et l'École d'électricité industrielle de Paris, dont il sort diplômé ingénieur électro-technicien en 1966. Il effectue une dernière année de spécialisation à l'École supérieure d'électricité (Supélec). En 1963, il s'encarte chez les gaullistes de gauche, dans l'Union démocratique du travail (UDT). Membre de l'action étudiante gaulliste, il participe en 1965 à la fondation de l'Union des jeunes pour le progrès (UJP), un rassemblement gaulliste, avec Robert Grossmann, Paul Aurelli, Yves Deniaud, Michel Barnier, Patrick Ollier, Alain Carignon, Jacques Godfrain. Il anime aux côtés de Robert-André Vivien l'UJP du Val-de-Marne.
Son expérience chez EDF lui vaut d'être recruté comme cadre chez Kodak-Pathé d'abord au bureau d'études, puis à la production à la distribution et au marketing. Il est nommé directeur de l'usine de Sevran et des laboratoires Kodak pour la France. Sensible aux idées progressistes de la « Nouvelle Société » proposée par le Premier ministre Jacques Chaban-Delmas en 1969 et ses conseillers Simon Nora et Jacques Delors, élu en 1971 conseiller municipal de Saint-Maur-des-Fossés, il s'impose comme une des figures du mouvement gaulliste dans le Val-de-Marne. Il défend au sein du RPR, des propositions visant à renforcer l'implication des salariés dans la gestion et l'essor des entreprises. De 1986 à 1988, il est un des proches collaborateurs du gaulliste de gauche Philippe Séguin, alors ministre des Affaires sociales et de l'Emploi.
Sa carrière politique s'accélère en 1988. Élu conseiller général du canton de Nogent-sur-Marne, il devient à partir de 1989 maire-adjoint de Roland Nungesser à Nogent-sur-Marne. Lorsqu'il quitte le Conseil général en 2015 (passant la main à l'une de ses adjointes) il devient conseiller général honoraire du Val-de-Marne.
Le 3 mars 2017, dans le cadre de l'affaire Fillon, il lâche le candidat LR François Fillon à l'élection présidentielle.
Il annonce le 7 juin 2019 dans Le Parisien qu'il est candidat à un quatrième mandat de maire ainsi que son départ des Républicains. Il reste cependant adhérent de « Libres ! », le mouvement créé par Valérie Pécresse.

### Maire de Nogent-sur-Marne
Lors des municipales de 1995 après que le maire sortant Roland Nungesser perd Nogent-sur-Marne face à Estelle Debaecker, une partie de l'opposition est fédérée autour de sa figure. Il est élu maire de Nogent-sur-Marne en mars 2001 dans une triangulaire  RPR/UDF/Union de la gauche, avec 87 voix d’avance contre la maire sortante, Estelle Debaecker.
Il est réélu maire de Nogent-sur-Marne lors des municipales de mars 2008 dans une triangulaire avec 46 % des voix, contre 33 % pour Marie-Anne Montchamp députée UMP de la 7e circonscription du Val-de-Marne, candidate dissidente alliée à Estelle Debaecker, et 20 % pour William Geib (PS).
Réélu maire en 2014 avec 50,78 % des voix face, au second tour, à 2 listes de droite et une liste de gauche. Sa liste obtient 30 sièges sur 39 conseillers municipaux.
Jacques J. P. Martin est réélu en 2020 obtenant 41.79 % des suffrages exprimés au second tour, face à la liste de droite de son ancien adjoint Gilles Hagège (sur qui il l'emporte de 100 voix) et à une liste de gauche.

#### État des finances depuis 2001
Depuis 2011, les rapports d’activités et les comptes arrêtés annuellement par la mairie sont détaillés et rendus publics et consultables sur le site de la mairie. Et les données comptables et fiscales de la commune de Nogent-sur-Marne de 2000 à 2012 sont rendues consultables par le gouvernement français.
Entre 2001 et 2015, Jacques JP Martin et son conseil ont augmenté de 50 % le financement du service public à Nogent-sur-Marne. Le budget de fonctionnement annuel de la mairie est passé de 32 millions à 45 millions d’euros. Celui relatif à l'investissement a doublé et est passé pour la même période de 12,5 millions à 32 millions d’euros,. Affirmant vouloir protéger le patrimoine et la qualité de vie de sa ville tout en la modernisant notamment au plan des services à la population, il obtient pour Nogent le label de « commune touristique » en 2010 et de Station Nautique en 2013.
L'augmentation de 50 % du financement du service public est expliquée par deux facteurs :
- Environ 60 % du budget est assumé par la population nogentaise. La ville de Nogent-sur-Marne est très prisée. La population active est constituée à plus de 40 % de cadres et professions intellectuelles supérieures dont le salaire net horaire moyen en 2012 est de 28 €[11]. La taux de prélèvement de la taxe d'habitation est en 2015 de 15 % contre 12 % en 2000, la taxe sur le foncier bâti est de 19 % en 2015 contre 15 % en 2000 à Nogent-sur-Marne[9].
- Environ 40 % du budget est levé contre la production de services ou grâce aux bonnes relations entretenues avec les institutions partenaires de Nogent-sur-Marne. Par ailleurs, chaque année, Jacques JP Martin opère sa reddition de comptes en produisant un excédent budgétaire qui est reporté[9],[10].

Entre 2001 et 2015, l'encours de la dette à Nogent est passé de 15,21 millions à 20,08 millions d'euros,.

#### Services publics et éducation
Jacques JP Martin a renforcé les dépenses de la commune en faveur de l'éducation. En 2014 les services publics suivants se sont vus particulièrement dotés  :
- le sport et la jeunesse : 7,24 millions d'euros
- la vie scolaire : 6,03 millions d'euros
- la voirie, l'environnement et l'urbanisme : 4,62 millions d'euros
- la petite enfance : 3,54 millions d'euros
- la culture : 3,41 millions d'euros
- la sécurité publique et l'hygiène : 2,15 millions d'euros
- le social et le logement : 1,07 million d'euros. A noter que la ville, très déficitaire en logements sociaux, figure parmi les 6 communes du Val-de-Marne déclarées en constat de carence par la Préfecture pour n'avoir pas tenu leur engagement triennal de rattrapage du taux légal [13] malgré la construction d'un grand nombre de logements neufs (plus de 1000 entre 2003 et 2016) [14]

#### Centre d'affaires Nogent Baltard
Afin de renforcer l'attractivité de la ville de Nogent-sur-Marne, Jacques JP Martin est à l'origine du projet de Centre d'affaires Nogent Baltard d'une taille de 20 000 m2. Le groupe Eiffage y construit depuis fin 2015, 7 400 m2 de bureaux pour y installer le siège d'une filiale, plus certains à commercialiser. Le site en construction prévoit un nouveau parking de 600 places, une crèche ,7 400 m2 d'espaces collectifs de travail, 9 300 m2 de logements et 1 150 m2 de commerces. Ce centre est censé renforcer la compétitivité économique de Nogent. Il a été établi à l'entrée de ville, à côté du RER A et du Pavillon Baltard.

#### Polémiques
Alors qu'il est réélu maire de Nogent-sur-Marne lors des municipales de mars 2008, le 25 septembre 2008 son élection est invalidée par le tribunal administratif de Melun pour une question de loyer de sa permanence. Il fait appel. Le 1er juillet 2009, le rapporteur du Conseil d’État recommande de confirmer le jugement. Pour autant le 10 juillet 2009, un arrêt du Conseil d’État annule le jugement du tribunal administratif de Melun de septembre 2008.
En octobre 2011, il prend un arrêté « anti chiffonnage » interdisant la fouille des poubelles. Le 17 novembre 2011, le texte est suspendu par le tribunal administratif de Melun, sur plainte de la Ligue des droits de l'homme.
En 2012, il décide de faire installer en ville une statue, La Valnurese, en prenant pour modèle la chanteuse et épouse du président Sarkozy Carla Bruni,
En 2015, il est mis en cause pour son refus revendiqué de célébrer un mariage lorsque l'un des conjoints arbore un signe religieux ostensible, puisque l'interdiction de tels signes ne s'impose qu'aux fonctionnaires dans l'exercice de leur profession

### Mandats et causes supportées
- Membre du bureau de l’Association des collectivités territoriales de l’Est parisien[24] (ACTEP) ;
- Membre du comité directeur de l’Association des maires de France (AMF) en 2015[25] ;
- 1er Vice-président de l’Association des maires d’Île-de-France (AMIF) depuis 2014[26] ;
- Président de l'Union des conseillers généraux de France[27], succédant à Maurice Leroy en 2008[28] ;
- Vice-président du Syndicat interdépartemental pour l'assainissement de l'agglomération parisienne (SIAAP) de 1992[29] à 2015[24] ;
- Secrétaire général depuis 2007 de l'association Orbival, le projet de métro en rocade dans le Val-de-Marne, précurseur de la ligne 15 de la Société du Grand Paris, aux côtés de Christian Favier, président PCF du conseil général du Val-de-Marne[30],[31] ;
- Président du syndicat Paris Métropole de 2010[32] à 2011 et vice-président depuis cette date[33] ;
- Après avoir présidé la communauté d'agglomération de la Vallée de la Marne de 2009[34] à 2015, il est élu le 14 janvier 2016 président de l'établissement public territorial Paris-Est-Marne et Bois[35] qui lui succède dans le cadre de la mise en place de la Métropole du Grand Paris au bureau de laquelle il siège depuis le 22 janvier 2016. Après son mandat de président de cet EPT, il en devient le 1er vice-président le 9 juillet 2020[36] ;
- Président du Syndicat intercommunal de la périphérie de Paris pour les énergies et les réseaux de communication (SIPPEREC) depuis mai 2014[24].